# Barton-Lackey Cabin
La Barton-Lackey Cabin est une cabane américaine située dans le comté de Tulare, en Californie. Construite autour de 1910, elle est inscrite au Registre national des lieux historiques depuis le 30 mars 1978. Elle est protégée au sein du parc national de Kings Canyon.